# 平松來馬
平松 來馬（ひらまつ らいま、2002年1月12日 - ）は、日本の俳優、モデルである。愛称はライライ。
神奈川県出身、身長164cm。所属事務所はワイケーエージェント。

## 略歴・人物
2005年にフェイスネットワークに所属、芸能界デビュー。2010年3月までプラチカに所属、2010年4月からバーニングプロダクションに所属し「トヨタ・ヴォクシー」CMでは反町隆史と親子役で共演している。
2013年3月19日にオフィシャルブログでA-Teamへの所属事務所移籍を発表し、2018年にセントラル(現ワイケーエージェント） に所属。

## 出演

### テレビドラマ
- ヘブンズ・フラワー The Legend of ARCANA 第1-2話（2011年、TBS）
- 開拓者たち （2012年、NHK）
- 父と息子の男旅 （2012年、日本テレビ） - ライマ 役
- 都市伝説の女 第4話（2012年、テレビ朝日） - 大久保順 役
- 浪花少年探偵団（2012年、TBS） - 西田真人 役
- 日中国交正常化40年記念ドキュメンタリードラマ 開拓者たち（2012年1月1日 - 1月22日、NHK BSプレミアム）
- 最後から二番目の恋（2012年1月 - 3月、フジテレビ） - 第8話ゲスト
- 最も遠い銀河（2013年2月2日 - 3日、テレビ朝日） - 渡良一 （幼少期）役
- 三匹のおっさん〜正義の味方、見参!!〜（2014年1月 - 3月、テレビ東京） - 清田清一（幼少期） 役
- 鼠、江戸を疾る 第6話（2014年2月27日、NHK） - 清吉（幼少期） 役
- FAKEMOTION 第3話（2021年2月17日、日本テレビ）
- 大河ドラマ 青天を衝け 第18回（2021年6月13日、NHK） - 山本五六郎 役
- ドラゴン桜 第2シリーズ 最終話（2021年6月27日、TBS）
- 刑事7人 シーズン7 第6話（2021年8月25日、テレビ朝日）- 塩崎勇気 役

### ラジオドラマ
- FMシアター「山のあなたに住むものは」（2021年7月3日、NHK-FM）
- 特集オーディオドラマ「鐘を鳴らす子供たち」後編（2021年8月21日、NHK-FM）-久坂光彦 役
- 青春アドベンチャー「火星ダーク・バラード」（2024年2月12日 - 23日、NHK-FM）

### ウェブドラマ
- オンラインシネマ「10年後の梨奈へ」（2020年5月22日、ABEMA）[2]
- オンラインシアター「ウルフハンターが行く！」（2020年11月21日-22日、ZAIKO）

### オリジナルビデオ
- 呀〈KIBA〉 〜暗黒騎士鎧伝〜（2011年） - 少年バラゴ 役

### 映画
- 悪人（2010年、東宝） - 清水祐一（幼少） 役
- 源氏物語 千年の謎（2011年、東宝） - 光源氏（幼少） 役
- Daughters（2020年9月18日、イオンエンターテイメント）[3] - 桜木智子の息子・逸役[4]
- 劇場版SOARA2 I will. -君が未来を歩くとき- （2021年）- 豊川智嗣 役

### CM
- 大阪ガス 床暖房（2009年）
- ポケモンエアッシュ（2009年）
- 日本マクドナルド ハッピーセット・ゲゲゲの鬼太郎 不思議なマック篇（2009年）
- マルエツ（2010年）
- TOYOTA VOXY（2010年）
- 全国信用金庫協会 SinkinBank（2010年）
- はごろもフーズ シーチキンPlus（2010年）
- 東京急行電鉄 こどもの国/東横線・親子篇（2010年）
- ベルリッツ（2013年）
- アサヒ緑健「緑効青汁　お弁当といっしょに」（2018年）

- マックフライポテト・笑顔のそばには篇（2020年）
- オロナミンC・元気はつよいぞ。見えない敵篇（2020年）

### ミュージックビデオ
- ハンブレッダーズ｢再生｣(2021年)
- 陽香留｢一番星｣(2022年)

### 舞台
- オオカミ王 ロボ（2011年3月26日 - 4月3日、全労済ホール／スペース・ゼロ）- ラグ 役[5]
- ミュージカル 『リズミックタウン』（2011年12月27日 - 2012年1月12日、シアターサンモール） - テール 役[6]
- 新オオカミ王 ロボ（2013年3月29日 - 4月7日、全労済ホール／スペース・ゼロ）- 翔 役[7]
- ミュージカル『テニスの王子様』3rdシーズン - 遠山金太郎 役
  - 青学vs四天宝寺（2018年12月20日 - 2019年2月17日、日本青年館ホール 他）
  - TEAM Party SHITENHOJI（2019年5月23日 - 6月1日、日本青年館ホール 他）
  - 全国大会 青学vs立海 前編（2019年7月11日 - 9月29日、TOKYO DOME CITY HALL 他）
  - 秋の大運動会 2019（2019年10月8日 - 9日、横浜アリーナ）
  - 全国大会 青学vs立海 後編（2019年12月19日 - 2020年2月16日、TOKYO DOME CITY HALL 他）
  - Thank-you Festival 2020（2020年3月1日、カルッツかわさき ホール）※本人として登壇[8]
- ミュージカル『新テニスの王子様』 - 遠山金太郎 役
  - The First Stage（2020年12月12日 - 2021年2月14日、日本青年館ホール 他）[9][10]
  - The Second Stage（2022年1月28日 - 2月27日、KAAT神奈川芸術劇場 ホール 他）[11]
  - Revolution Live 2022（2022年10月6日 - 10日、幕張メッセ 幕張イベントホール）[12]
- Living Room MUSICAL vol.15『春のハッピー歌合戦』（2021年4月6日、eplus LIVING ROOM CAFE & DINING）[13]
- 舞台『アオアシ』（2022年5月18日 - 22日、こくみん共済 coop ホール／スペース・ゼロ） - 大友栄作 役[14]
- TAKESHI KONOMI Presents「テニプリ☆ソニック2022 -おてふぇす in 日本武道館-」（2022年7月1日、日本武道館）- 遠山金太郎 役[15]
- 舞台「くちびるに歌を」（2022年12月10日 - 16日、かめありリリオホール）- 向井ケイスケ 役[16]
- 舞台『鋼の錬金術師』（2023年3月8日 - 12日、新歌舞伎座 / 3月17日 - 26日、日本青年館ホール）- エンヴィー 役[17]
  - 舞台『鋼の錬金術師』-それぞれの戦場-（2024年6月8日 - 16日、日本青年館ホール / 6月29日 - 30日、SkyシアターMBS）[18]
- 原色★歌謡曲図鑑（2023年5月11日 - 14日、CBGKシブゲキ!!） - 主演・坂口シン 役[19][20]
- 劇場を潰すな！（2023年8月9日 - 14日、コフレリオ新宿シアター） - 米泥助 役[21]
- 『Dancing☆Starプリキュア』The Stage（2023年10月28日 - 11月5日、品川プリンスホテル ステラボール / 11月10日 - 12日、サンケイホールブリーゼ） - 鈴ノ木蛍 役[22]
- 山尾企画presents メルパルクホール大阪サヨナラ公演『メクルメク』「銀河鉄道とさいごの夜」（2023年12月28日、メルパルクホール大阪）
- 『HUNTER×HUNTER』THE STAGE - フェイタン 役
  - 『HUNTER×HUNTER』THE STAGE2（2024年3月16日 - 31日、天王洲 銀河劇場 / 4月6日 - 14日、梅田芸術劇場 シアター・ドラマシティ）[23]
  - 『HUNTER×HUNTER』THE STAGE 3（2025年5月17日 - 25日、天王洲 銀河劇場 / 6月7日 - 15日、SkyシアターMBS）[24]
- 舞台『マクラコトバ』（2024年7月4日 - 8日、あうるすぽっと）[25]
- DisGOONie Presents Vol.14 reading mindfulness『chill moratorium』チルモラトリアム（2024年9月14日 - 23日、シアターH / 9月27日 - 29日、COOL JAPAN PARK OSAKA TTホール）[26]
- 甦夢THEATRE『黄金仮面-masque dore-』（2024年10月11日 - 20日、天王洲 銀河劇場） - 高木彬 役[27]
- ミュージカル『東京リベンジャーズ』#2 Bloody Halloween（2025年3月28日 - 4月6日、天王洲 銀河劇場 / 4月11日 - 13日、京都劇場） - 稀咲鉄太 役[28]
  - ミュージカル『東京リベンジャーズ』ライブ『リベミュ祭』（2025年10月31日 - 11月3日〈予定〉、日本青年館ホール / 11月8日・9日〈予定〉、森ノ宮ピロティホール）[29]
- ミュージカル『Fate/Zero』〜The Sword of Promised Victory〜（2025年1月18日 - 26日、THEATER MILANO-Za / 1月31日 - 2月2日、SkyシアターMBS） - ウェイバー・ベルベット 役[30]
  - ミュージカル『Fate/Zero』〜A Hero of Justice〜（2025年9月6日 - 21日〈予定〉、THEATER MILANO-Za）[31][32]

### ラジオドラマ
- 青春アドベンチャー『火星ダーク・バラード』（2024年2月12日 - 23日〈予定〉、NHK-FM）[33]